# Viorica Dăncilă
Vasilica Viorica Dăncilă (Roşiorii de Vede, 16 de diciembre de 1963) es una política rumana, antigua europarlamentaria y primera ministra de Rumania desde el 29 de enero de 2018 hasta el 4 de noviembre de 2019. Se convirtió en la primera mujer en ser investida como primera ministra en la historia de Rumania. En 2009 fue elegida como europarlamentaria y en 2014 fue reelegida para el mismo cargo, siendo parte del Comité de Agricultura y Desarrollo Rural, del Comité de Derechos de las Mujeres e Igualdad de Género y un miembro sustituto del Comité de Desarrollo Regional. Dăncilă es también presidenta de la Organización de Mujeres Socialdemócratas (OFSD) desde 2015.
Viorica Dăncilă se convirtió en miembro del Partido Socialdemócrata en 1996, en la organización PSD de Teleorman. Con el paso de los años, ella ha ocupado varios puestos tanto en el PSD como en la administración local. Viorica Dăncilă fue consejera local y concejala del condado hasta 2009, cuando fue elegida europarlamentaria para su primer mandato. Además, Viorica Dăncilă ocupó varios puestos de liderazgo en el partido, como presidenta de la organización local, vicepresidenta de PSD de Teleorman y presidenta de OFSD de Teleorman.
Antes de entrar en política, se desempeñó como ingeniera en Petrom SA y previamente como maestra de la Escuela Industrial de Altos Estudios de Videle.
Los planes de Dăncilă para un nuevo gabinete se aprobaron el 26 de enero de 2018.
El día 24 de agosto, después del congreso de PSD, fue designada candidata a la presidencia, por el mismo partido citado anteriormente.

## Carrera política

### En el Parlamento Europeo
En el 2009, Viorica Dăncilă fue elegida de las listas del Partido Socialdemócrata Partido Socialdemócrata (Rumania) para su primer período como  diputada del Parlamento Europeo. Ha estado activa en el grupo Alianza Progresista de Socialistas y Demócratas. Durante su mandato de 5 años, no redactó ningún informe como ponente (legislador primario).
En el 2014, Viorica Dăncilă fue elegida para otro mandato como diputada al Parlamento Europeo en las listas del Partido Socialdemócrata. También es la líder de la delegación rumana socialdemócrata en el PE. Viorica Dăncilă es vicepresidenta del PE para la  Comisión de Agricultura y Desarrollo Rural. También es miembro de pleno derecho de la  Comisión de Derechos de la Mujer e Igualdad de Género y miembro suplente del  Comité para el Desarrollo regional.
En el 2015, fue preseleccionada para los Premios MEP, en la categoría Agricultura. Dos años después, en el 2017, volvió a ser nominada, en dos categorías separadas: Derechos de la Mujer e Igualdad de Género, e Investigación e Innovación.